# Medal Jubileuszowy Pamiątkowy dla Sił Zbrojnych i Żandarmerii
Medal Jubileuszowy Pamiątkowy dla Sił Zbrojnych i Żandarmerii (niem. Jubiläums-Erinnerungsmedaille für die bewaffnete Macht und die Gendarmerie) – austriackie i austro-węgierskie odznaczenie wojskowe.

## Historia
Medal Jubileuszowy Pamiątkowy dla Sił Zbrojnych i Żandarmerii został ustanowiony w 1898 z okazji 50. rocznicy objęcia tronu cesarza przez Franciszka Józefa I. Na awersie brązowego medalu widniała podobizna cesarza oraz napis „FRANC IOS. I. D. G. IMP. AUSTR REX BOH. ETC. AC AP REX HUNG.” (rozwinięcie: Franz Joseph I, Emperor of Austria, King of Bohemia etc. Apostolic King of Hungary), na rewersie inskrypcja „SIGNUM MEMORIAE” (na pamiątkę) umieszczona pośród wieńca laurowego oraz daty „MDCCCXLVIII – MDCCCXCVIII” (1848 – 1898). Medal został ustanowiony w dwóch rodzajach: złotym i brązowym. Był noszony na wstążce czerwonej.